# Severino Poletto
Severino Poletto (18 de març de 1933 - 17 de desembre de 2022) és un cardenal de l'Església catòlica italià, arquebisbe emèrit de Torí.

## Biografia
Nascut a Salgareda, a la província de Treviso (Veneto), Polettova créixer a San Nicolò, abans que la família es traslladés al Piemont. Va ser ordenat prevere el 29 de juny de 1957 a CasaleMonferrato. Tenia una llicenciatura en teologia moral per l'Acadèmia Alfonsiana de Roma, treballant com a capellà a Montemagno. Al 1965 va ser nomenat rector a Oltreponte, a l'hora que treballava a temps parcial en una fabrica local.
Al 1973 Poletto fundà el Centre Diocesà pel Ministeri Familiar. Al 1980 va ser nomenat bisbe coadjutor de Fossano el 3 d'abril de 1980, sent consagrat el 17 de maig de 1980 per Anastasio Alberto Ballestrero. Aquell mateix any va ser nomenat bisbe de Fossano, succeint a l'arquebisbe ad personam Giovanni Francesco Dadone. Serví durant 10 anys com a secretari de la Conferència Episcopal Piamontesa. El 16 de març de 1989 va ser nomenat bisbe d'Asti
Promogut el 19 de juny de 1999 a arquebisbe de Torí, va ser proclamat cardenal prevere de San Giuseppe in Via Trionfale (pro hacevice) pel Papa Joan Pau II el 21 de febrer de 2001, Poletto va ser un dels cardenals electors al conclave de 2005, on s'escollí el Papa Benet XVI (tot i que es considerà el cardenal Poletto com a papabile). A la Cúria Pontifícia va ser membre de la Congregació per al Clergat, de la Prefectura per als Afers Econòmics de la Santa Seu i de la Comissió Pontifícia pels Bens Culturals de l'Església.
El 10 de març de 2008, poc abans de complir els 75 anys, i tal com preveu el codi de dret canònic, presentà la carta de dimissió al Papa Benet XVI. El 19 de març rebé una comunicació del nunci apostòlic, en nom del Pontífex, amb la que es prorrogà dos anys el seu càrrec al capdavant de Torí. El cardenal Poletto es retirà com a arquebisbe l'11 d'octubre de 2010. sent succeït per l'arquebisbe Cesare Nosiglia.
Entre el 12 al 13 de març de 2013 el cardenal Poletto participà com a cardenal elector al conclave de 2013. Va perdre el dret a ser membre curial i a participar com a cardenal elector en qualsevol conclave futur el 18 de març de 2013, en complir els 80 anys; malgrat això, manté el dret a participar en les trobades curials com a membre sense vot.

## Honors
Gran Creu de Cavaller de l'orde del Sant Sepulcre de Jerusalem

## Mitjans

### Article
- Interventi vari Arxivat 2008-02-03 a Wayback Machine. (italià)

### Video
- Il Cardinale parla della Sindone (italià)